# یاتسک بورکوفسکی
یاتسک بورکوفسکی (لهستانی: Jacek Borkowskir؛ زادهٔ ۱۶ آوریل ۱۹۵۹) بازیگر و خواننده اهل لهستان است.
از فیلم‌ها یا مجموعه‌های تلویزیونی که وی در آن‌ها نقش داشته‌است، می‌توان به خانه، ناپلئون، عروس جنگ، طایفه، جهان به روایت خانواده کیپسکی، کمیسر آلکس، هتل ۵۲، پدر متیو، عشق اول، در خیابان سپولنی، در خوشی و سختی، کارآگاهان جنایی، جمهوری امید، بازجویی و بخت کور اشاره نمود.